# Xaviera manca
Xaviera manca är en insektsart som först beskrevs av Gerstaecker 1885.  Xaviera manca ingår i släktet Xaviera och familjen fångsländor. Inga underarter finns listade i Catalogue of Life.